# 江胡郡
江胡郡，中国秦朝的郡。

江胡郡在史书文献中没有记载，在岳麓书院秦简发现名称。
0706號簡：“綰請許而令郡有罪罰當戍者，泰原署四川郡；東郡、三川、穎川署江胡郡；南陽、河內署九江郡……”
江胡郡的地望没有定论，陳松長《嶽麓書院藏秦簡中的郡名考略》称江胡郡即江湖郡，管理吳楚地區的江河湖泊之地。陳偉《“州陵”與“江胡”——嶽麓書院藏秦簡中的兩個地名小考》江胡郡即江浦郡，和楚國的江旁郡有關。于薇《試論嶽麓秦簡中“江胡郡”即“淮陽郡”》称江胡郡即淮陽郡，因轄境曾有西周春秋江国和胡国得名。周運中《江胡郡即江夏郡考》認為江胡郡即江夏郡。